# Reformerta Politiska Förbundet
Reformerta Politiska Förbundet (Gereformeerd Politiek Verbond, GPV) var ett nederländskt politiskt parti, bildat 1948 av medlemmar i Reformerta kyrkor i Nederländerna (befriade).
2001 gick partiet ihop med Reformerta Politiska Federationen och bildade Kristliga Unionen.